# The Vernons Girls
The Vernons Girls was een tijdens de jaren 1950 in Liverpool opgericht Brits muziekensemble van zangeressen.

## Bezetting
- Maggie Stredder[3], geboren als Margaret Elisabeth Stredder (Birkenhead, 9 januari 1936 – 9 maart 2018)
- Vicki Brown, geboren als Victoria Mary Haseman (Liverpool, 23 augustus 1940 – 1992)
- Joyce Smith, geboren als Joyce Baker in 1941
- Lyn Cornell[4] (Liverpool, 1940)
- Maureen Kennedy[5] (Liverpool, 1940 - Liverpool 1970) – getrouwd met de komiek Mike Hope, ze overleed bij een auto-ongeluk
- Jean Owen (Liverpool, 17 november 1943)
- Frances Lea (Sint Helena, 1940 - Reading, 18 mei 2014)
- Eileen Marina Byrne – (Bootle, 1934 - 1981 overleden aan borstkanker). Ze trouwde met William Percival Homewood (een bemanningslid van een onderzeeër in de Royal Navy).
- Ann O'Brien (Simmons)[6] – later in The Pearls
- Sybil Richardson – zingt en treedt nog steeds op in 2011
- Elizabeth Isaac, geboren als Elizabeth Liddy, 1936) - trouwde met John Robert Isaac (een scheepsbouwingenieur). Zingt nog steeds tijdens concerten door Wirral.
- Jean Ryder - lid van 1958 tot 1962, Ryder trouwde later met de songwriter Mike Hawker. Ze was ook lid van The DeLaine Sisters en The Breakaways.

## Geschiedenis
The Vernons Girls verschenen als 16-koppige zanggroep in de ITV-show Oh Boy! met de huisband tussen 1958 en 1959 en maakten een reeks betrekkelijk succesvolle singles voor Parlophone tussen 1958 en 1961. Hun in 1958 bij Parlophon uitgebrachte lp werd gearrangeerd en uitgevoerd door Peter Knight, met notities van Eamonn Andrews. Deze plaat was aanmerkelijk anders dan hun latere pophits met jaren 1950-standards als We'll Gather Lilacs, Lonely Ballerina en Cuckoo in the Clock.
Geleid door Maureen Kennedy verminderde de groep vanaf 1961 het ledenaantal naar vijf en daarna naar drie leden. In 1962 tekenden ze bij Decca Records, waar ze covers opnamen van Amerikaanse hits. Hun cover van Lover Please en You Know What I Mean van Clyde McPhatter werden beide hits. Laatstgenoemde was ook oorspronkelijk de B-kant van Lover Please. In de Verenigde Staten haalde de groep de hitlijsten met het eerste Beatles-tributealbum We Love the Beatles. Als The Carefrees haalden ze ook de hitlijsten met We Love You Beatles en maakten een album dat slechts verkrijgbaar was in de Verenigde Staten.
Als sessiezangeressen voor Decca Records waren The Vernons Girls de vrouwelijke achtergrondstemmen bij vele hitsingles tijdens de jaren 1960, waarvan een van de eerste Maybe Tomorrow was van Billy Fury. Het trio Jean Owen, Frances Lea en Maureen Kennedy verscheen in 1964 ook op film in de tv-special Around The Beatles met The Beatles, Long John Baldry, P. J. Proby en Millie Small in de Billy Fury-film Play It Cool en in Just For Fun. Voormalig lid Vicky Haseman verscheen ook hierin met haar band The Breakaways.
Toen Jean Owen de groep verliet, werd ze vervangen door Jane Sutton als leadzangeres. De nieuwe bezetting ging verder met het maken van nieuwe opnamen en tv-optredens. Hoe dan ook, in 1964 stopten de hitsuccessen en werd de groep ontbonden.

## Latere carrières
- Lyn Cornell trouwde met sessiedrummer Andy White, die bekend werd als vervanger van Ringo Starr bij een vroege opname van Love Me Do en ze werd een succesvol soloartieste. Ze had een hit met de titelsong voor de film Never on Sunday in 1969. Ze werd later een van The Pearls.
- Vicky Haseman formeerde The Breakaways en trouwde met Joe Brown. Hun dochter Sam Brown is een bekende zangeres.
- Joyce Baker trouwde met Marty Wilde. Ze vormden een trio met Justin Hayward als The Wilde Three en zijn de ouders van Ricky Wilde, Roxanne Wilde en Kim Wilde.
- Jean Owen had solo-succes onder de naam Samantha Jones. Ze trad op onder haar echte naam met de groep, voordat ze solo ging en wijzigde haar naam in Samantha Jones. Ze trouwde met haar langdurige adviseur, showbizz-accountant Jose Goumal.

Andere leden van de groep verenigden zich in verschillende combinaties als duetten en zangtrio's, met inbegrip van The Redmond Twins, The Pearls, The Two Tones en The DeLaine Sisters. Laatstgenoemden hadden een bescheiden hit in het Verenigd Koninkrijk met It Might As Well Rain Until September van Goffin & King.
De langst bestaande en meest bekende groep The Ladybirds, werd geformeerd door Maggie Stredder met Marian Davies en Gloria George. The Ladybirds zijn bekend door hun lange verbinding met The Benny Hill Show en voor het vertolken van de achtergrondzang bij Top of the Pops bij BBC. Ze verzorgde ook de achtergrondzang op de eerste single Hey Joe van de Jimi Hendrix Experience.
Onlangs nog gingen Stredder en Bruce, samen met ex-Ladybird Penny Lister, op tournee met hun vrienden als deel van de Solid Gold Rock 'n' Roll Show. Tijdens de jaren 1990 verschenen ze in de show Oh Boy van Cliff Richard vanuit het Wembley Stadium.

## Discografie

### Singles
Parlophon
- 1958: White Bucks and Saddle Shoes / Lost and Found
- 1959: Jealous Heart / Now is the Month of Maying
- 1959: Don't Look Now But / Who Are They To Say?
- 1960: Boy Meets Girl / We Like Boys
- 1960: Madison Time (met Jimmy Savile) / The Oo-We
- 1961: Ten Little Lonely Boys / Anniversary Song
- 1961: Let's Get Together / No Message

Decca Records
- 1962: Lover Please / You Know What I Mean
- 1962: The Loco-Motion / Don't Wanna Go
- 1963: Funny All Over / See for Yourself
- 1963: Do The Bird / I'm Gonna Let My Hair Down
- 1963: He'll Never Come Back / Stay-At-Home
- 1963: Tomorrow is Another Day / Why, Why, Why?
- 1964: We Love the Beatles (Beatlemania) / Hey Lover Boy
- 1964: Only You Can Do It / Stupid Little Girl
- 1964: It's a Sin to Tell a Lie / Don't Say Goodbye

### Ep's
- 1962: The Vernons Girls (Decca)

### LP's
- 1958: The Vernons Girls (Parlophone)